# 李文炤
李文炤（1672年—1735年），字元朗，齋號恆齋、又号朗軒，湖南省善化縣（今湖南長沙）人，清朝政治人物。康熙癸巳舉人，曾任榖城教諭。
生於康熙十一年（1672年），據傳其母懷孕十六月而生，年幼穎悟，以孝聞名。讀書過目成誦，時人譽為「神童」。十四歲時補生員，博通經史，並與同鄉熊超、邵陽車無咎、王元復、寧鄉張鳴珂、共研濂洛關閩四大學問。康熙五十二年癸巳（1713年）考上舉人，曾任榖城教諭。康熙五十六年（1717年）任嶽麓書院主講、山長。卒於雍正十三年（1735年），享年六十四歲。
文炤於書無所不讀，讀必究其蘊奧，不只是經學，雖子學、史學、佛經一樣追根究柢。著有《周易拾遺》六卷、《周禮集傳》六卷、《春秋集傳》十卷、《太極通書拾遺後錄》三卷、《西銘拾遺後錄》二卷、《近思錄集解》十四卷、《感興詩解》一卷、《訓子詩解》一卷、《家禮拾遺》三卷、《恆齋文集》十二卷。